# Astragalus koslovii
Astragalus koslovii es una especie de planta del género Astragalus, de la familia de las leguminosas, orden Fabales.

## Distribución
Astragalus koslovii se distribuye por Mongolia.

## Taxonomía
Fue descrita científicamente por B. Fedtsch. & N. Basil. ex N. Ulziyhk. Fue publicada en Byull. Moskovsk. Obshch. Isp. Prir., Otd. Biol. 95(2): 85 (1990).